# Judolidia kyushuensis
Judolidia kyushuensis is een keversoort uit de familie van de boktorren (Cerambycidae). De wetenschappelijke naam van de soort werd voor het eerst geldig gepubliceerd in 1992 door Kusakabe & Ohbayashi N..